# آروید ئی. گیلستورم
آروید ئی. گیلستورم (سوئدی: Arvid E. Gillstrom؛ ‏ ۱۳ اوت ۱۸۸۹ – ۲۱ مهٔ ۱۹۳۵) فیلم‌نامه‌نویس و کارگردان اهل سوئد بود.

## گزیدهٔ فیلم‌شناسی
- دانشمند (۱۹۱۸)
- خدمتکار آسایشگاه (۱۹۱۸)
- سرکش (۱۹۱۸)
- روز مرخصی او (۱۹۱۸)
- رهبر گروه نوازندگان (۱۹۱۷)
- مفت‌خور (۱۹۱۷)
- آس و پاس (۱۹۱۷)
- کندی کید (۱۹۱۷)
- مأمور لباس‌شخصی (۱۹۱۷)
- سرآشپز (۱۹۱۷)
- میلیونر (۱۹۱۷)
- شرور (۱۹۱۷)
- دیوانگان خمیر (۱۹۱۷)
- قهرمان (۱۹۱۷)
- پیام‌رسان (۱۹۱۸)
- بز (۱۹۱۷)
- برده (۱۹۱۷)
- پشت‌صحنه (۱۹۱۷)
- تظاهر اجتماعی آنها (۱۹۱۵)